# 대구칠성초등학교
대구칠성초등학교는 대한민국 대구광역시 북구 침산동에 있는 공립 초등학교이다. 교화는 장미예절, 정직, 사랑, 근면, 성실하게 자라는 어린이들의 성장, 빛나는 성장, 교목은 느티나무학생들의 꿈과 희망, 굳은 의지와 바른 마음, 용기와 인내심이다.

## 학교 연혁
- 1939년 4월 20일 대구칠성공립심상소학교 설립인가(4학급 281명)
- 1941년 4월 1일 대구칠성공립국민학교로 개칭[1]
- 1950년 6월 1일 대구칠성국민학교로 교명 변경[2]
- 1996년 3월 1일 대구칠성초등학교로 개칭[3]
- 2008년 11월 21일 동관 개축공사 준공
- 2009년 2월 9일 보차도 분리공사 준공, 교명석 세움
- 2010년 1월 31일 강당 리모델링 및 급식소 입구 지붕개조 공사
- 2010년 4월 15일 급식소 앞 하수도 준설공사
- 2010년 6월 25일 체육관 암막 커튼 설치
- 2010년 7월 19일 후관 환경 개선 사업
- 2011년 7월 20일 푸른학교조성 사업 완료
- 2011년 8월 19일 운동장 야간 조명기구 설치
- 2011년 11월 25일 운동장 놀이시설 8종 교체
- 2012년 9월 6일 화장실 급수대 온수 시설 설치, 학교 내 가로등 8개소 설치
- 2012년 12월 5일 급식실 도시가스 매립공사
- 2013년 3월 15일 Wee-클래스 설치
- 2015년 10월 1일 교문 개축
- 2016년 2월 4일 제72회 졸업식(남140명, 여126명, 계266명, 총계 27,834명)
- 2016년 3월 1일 제31대 김옥순 교장 부임
- 2016년 3월 1일 51학급(특수학급 1학급 포함) 편성
- 2019년 3월 1일 제32대 황경숙 교장 부임
- 2022년 3월 1일 제33대 김광순 교장 부임

## 참고 자료
- 대구칠성초등학교 - 한국교육학술정보원 학교알리미